# Kihachi Okamoto
Kihachi Okamoto (岡本 喜八, Okamoto Kihachi) (Yonago, 17 febbraio 1924 – Kawasaki (Kanagawa), 19 febbraio 2005) è stato un regista giapponese.

## Biografia
Nato a Yonago, Okamoto ha frequentato l'Università Meiji, ma fu arruolato nell'Aeronautica Militare nel 1943 partecipando così alla Seconda guerra mondiale, un'esperienza che ebbe un profondo effetto sul suo successivo esordio cinematografico, visto che un terzo dei suoi film parlanno di guerra. Dopo essersi laureato a conflitto concluso, entrò negli studi Toho nel 1947 e lavorò come assistente alla regia, affiancando Mikio Naruse, Masahiro Makino, Ishirō Honda e Senkichi Taniguchi. Ha debuttato come regista nel 1958 con All About Marriage. Okamoto ha diretto quasi quaranta film e ha scritto le sceneggiature per almeno altri ventiquattro film, in una carriera durata quasi sei decenni. Ha lavorato in una varietà di generi cinematografici, soprattutto in film d'azione, jidai-geki e film di guerra.

## Filmografia parziale
- Kekkon no subete (結婚のすべて?) (1958)
- Dokuritsu gurentai (独立愚連隊?) (1959)
- Dokuritsu gurentai nishi e (独立愚連隊西へ?) (1960)
- Sengoku yarō (戦国野郎?) (1963)
- Eburiman-shi no yūgana seikatsu (江分利満氏の優雅な生活?) (1963)
- Aa bakudan (ああ爆弾?) (1964)
- Samurai (侍?) (1965)
- Chi to suna (血と砂?) (1965)
- Killer Samurai (Dai-bosatsu Tōge (大菩薩峠?) (1966)
- Satsujinkyō jidai (殺人狂時代?) (1967)
- Nihon no ichiban nagai hi (日本のいちばん長い日?) (1967)
- Kiru (斬る?) (1968)
- Nikudan (肉弾?) (1968)
- Akage (赤毛?) (1969)
- Zatōichi to Yōjinbō (座頭市と用心棒?) (1970)
- Gekidō no Shōwa-shi Okinawa kessen (激動の昭和史 沖縄決戦?) (1971)
- Aoba Shigereru  (青葉繁れる?) (1974)
- Sugata Sanshirō (姿三四郎?) (1977)
- Blue Christmas (1978)
- Jazz daimyō (ジャズ大名?, Jazu daimyō) (1986)
- Daiyūkai (大誘拐?) (1991)
- East Meets West (EAST MEETS WEST?) (1995)
- Sukedachiya Sukeroku (助太刀屋助六?) (2002)